# Semaeopus ochratipennis
Semaeopus ochratipennis là một loài bướm đêm trong họ Geometridae.